# Ґразими
Ґразими (пол. Grazymy, нім. Grasnitz) — село в Польщі, у гміні Ґетшвалд Ольштинського повіту Вармінсько-Мазурського воєводства.
Населення — 158 осіб (2011).

## Демографія
Демографічна структура станом на 31 березня 2011 року:
|          | Загалом | Допрацездатний вік | Працездатний вік | Постпрацездатний вік |
| -------- | ------- | ------------------ | ---------------- | -------------------- |
| Чоловіки | 123     | 7                  | 99               | 17                   |
| Жінки    | 35      | 5                  | 23               | 7                    |
| Разом    | 158     | 12                 | 122              | 24                   |